# Billy Ritchie
Pour les articles homonymes, voir William Ritchie et Ritchie.
William Ritchie, couramment appelé Billy Ritchie, est un footballeur international écossais, né le 11 septembre 1936 à Newtongrange (Midlothian) et mort le 11 mars 2016. Évoluant au poste de gardien de but, il est particulièrement connu pour ses saisons aux Rangers. Il fait partie du Rangers FC Hall of Fame.
Il compte une sélection en équipe d'Écosse.

## Biographie

### Carrière en club
Natif de Newtongrange, Midlothian, il est formé dans le club local de Bathgate Thistle (en) avant de signer pour les Rangers en 1955. Il y restera 12 saisons, y jouant 340 matches officiels dont 207 en championnat. Il y remporte 2 titres de champion, 4 Coupes d'Écosse et 3 Coupes de la Ligue écossaise. Il faisait partie de l'équipe qui atteignit la finale de la toute première édition de la Coupe d'Europe des vainqueurs de coupes en 1961 perdue contre la Fiorentina.  
Il quitte les Rangers en 1967 pour Partick Thistle où il restera 3 ans, avant de s'engager pour Motherwell pour 6 saisons. Il finira sa carrière à presque 44 ans à Stranraer. Il rejoint alors l'encadrement technique de Motherwell comme préparateur des gardiens.

### Carrière internationale
Billy Ritchie reçoit une sélection en faveur de l'équipe d'Écosse, le 2 mai 1962, pour une défaite 2-3, à l'Hampden Park de Glasgow, contre l'Uruguay en match amical. À la pause, il a remplacé Eddie Connachan (en) qui avait été titularisé pour la première mi-temps (le score était alors de 0-2 pour l'Uruguay).

## Palmarès

### Comme joueur
- Rangers :
  - 2 titres de champion d'Écosse
  - Vainqueur de 4 Coupes d'Écosse
  - Vainqueur de 3 Coupes de la Ligue écossaise
  - Finaliste de la Coupe d'Europe des vainqueurs de coupes en 1961